# 船厂路街道
船厂路街道，是中华人民共和国河北省秦皇岛市山海关区下辖的一个乡镇级行政单位。

## 行政区划
船厂路街道下辖以下地区：
祥安里社区、长城东里社区和船厂社区。